# Vollmond
Vollmond (niem. księżyc w pełni) − singiel niemieckiej grupy folk metalowej In Extremo. Utwór znalazł się także na albumie Sünder Ohne Zügel.

## Spis utworów na singlu[1].
1. Vollmond
2. Merseburger Zaubersprüche (Remix)
3. Vollmond (Remix)
4. Pavane & Vollmond (Live video CDrom)